# María Luz Morales
Maria Luz Morales de Godoy (La Corunya, Galícia, 23 d'abril de 1890 - Barcelona, 22 de setembre de 1980) fou una periodista i escriptora gallega. Parlava set idiomes i s'obrí pas en el món de la literatura i el periodisme. Se la considera una referència clau del periodisme cultural del segle xx.

## Biografia
Es va traslladar de ben jove amb la seva família a Barcelona, on va estudiar el batxillerat a l'Institut de Cultura per la Dona i la carrera de filosofia i lletres a la Universitat Nova. El 1921 va dirigir la revista El Hogar y la Moda, i entre 1923 i 1939 va col·laborar a La Vanguardia com a crítica literària i cinematogràfica, diari que va arribar a dirigir durant uns mesos a l'inici de la Guerra Civil espanyola.
Treballà amb l'Editorial Salvat, per a la qual dirigí l'enciclopèdia Universitas (1943), en 20 volums; La Moda. El traje y las costumbres en la primera mitad del siglo XX (1947), en tres volums; i la Historia ilustrada del séptimo arte (1950), en tres volums. Creà l'Editorial Surco. També col·laborà amb l'Editorial Araluce, amb diverses adaptacions de la col·lecció Las obras maestras al alcance de los niños. Va pertànyer a l'Acadèmia del Faro de San Cristobal, creada per Eugeni d'Ors a Vilanova.
El 1948 fou rehabilitada i tornà a exercir de periodista amb col·laboracions al Diario de Barcelona, Lecturas i Fotogramas. I de manera més esporàdica a El Noticiero Universal i la Hoja del Lunes. Va col·laborar amb un article (La darrera lliçó del cinema italià) en el primer i únic exemplar de la revista Aplec, projecte de publicació cultural periòdica en català, frustrada per les autoritats franquistes.
La seva sensibilitat i els seus amplis coneixements la inclinaren a explorar tots els camps de la cultura, inicialment la moda i el cinema, que no interessaven als seus companys periodistes, i després el teatre i la literatura.
Com a traductora, va treballar ben aviat en la traducció per al doblatge de pel·lícules, contractada per la Paramount Pictures, just quan començava el cinema sonor. Morales va fer nombroses traduccions de l'anglès, francès, català, portuguès i italià de molt diversos autors, com ara Thomas Hardy, George Eliot, Henry James, J. M. Barrie, Víctor Català o Santiago Rusiñol, per a diverses editorials: Juventud, Edita, Molino. Va escriure llibres infantils, novel·les i algun assaig teatral –entre aquests, la seva col·laboració amb Elisabeth Mulder Pierluisi en l'obra Romance de medianoche— sense abandonar mai la seva tasca principal, que fou el periodisme.
Tant al començament de la seva carrera com també en el llarg període en què li fou retirat el carnet de premsa escrigué sota un o altre pseudònim: Felipe Centeno, Ariel, Jorge Marineda o María Thierry.

## Premis
Obtingué un gran nombre de premis. La Cambra Oficial del Llibre, de Barcelona, en el concurs celebrat el 1926 amb motiu de la Festa del Llibre premià el seu article Elogio del Libro, publicat a La Vanguardia. Obtingué les Palmes Acadèmiques de França l'any 1956, el Premi Nacional de Teatre l'any 1963, el Premi d'Ors de l'Associació de la Premsa l'any 1970, el Premi Ciutat de Barcelona de periodisme el 1971, el Llaç d'Isabel La Catòlica, l'any 1972. Tenia el títol de Caballero de las Letras Gallegas.

## Obra
- Trovas de otros tiempos, 1928. Contes i llegendes.
- La princesa que nunca havia visto el sol. Contes i llegendes.
- Tradiciones iberas. Contes i llegendes.
- Libros, mujeres y niños. Recull dels articles d'El Sol, publicat per la Cambra del Llibre de Barcelona, 1928
- Las romanticas. Madrid, 1930.
- Vida de Edison, 1934
- Romance de media noche (amb Elisabeth Mulder), 1935
- Julio César: vida y hechos, 1936
- Madame Curie, 1936
- Vida y hechos de Alejandro Magno, 1936
- Historias de Romancero, 1939
- Tres historias de amor en la Revolución francesa, 1942
- María Antonieta, 1943
- Universitas (Direcció de l'enciclopèdia, en 20 volums), 1943
- El mundo de las hormigas, 1948
- El Cine: historia ilustrada del séptimo arte (Direcció de l'enciclopèdia, en tres volums), Salvat Editors SA, 1950
- Hazañas del Cid, 1951 .
- Enciclopedia del hogar, 1952
- Rosalinda en la ventana, 1954
- Balcón al Atlántico (otra novela sin héroe), 1955
- Balcón al Mediterráneo, 1955
- Historias del décimo círculo, 1962
- Libro de oro de la poesía en lengua castellana, 1970

Abans de la seva mort, havia publicat Alguien a quien conocí (1973), llibre en què s'acosta a personatges de la cultura europea que havia conegut al llarg de la seva vida periodística, com ara Víctor Català, Gabriela Mistral, Marie Curie, Hermann von Keyserling, Paul Valéry, André Malraux o García Lorca.

## Llegat i reconeixement
En reconeixement de la figura de Maria Luz Morales s'han instituït dos premis:
- Premi de Periodisme María Luz Morales.[9] L'Observatori Cultural de Gènere, amb la Fundació La Caixa i La Vanguardia –després amb la Fundació Catalunya-La Pedrera i el diari Ara–, recollint una proposta del periodista Lluís Reales i amb l'impuls de Mª Àngels Cabré, van instituir el 2016 el Premi de Periodisme María Luz Morales en memòria seva. El premi s'atorga anualment per «reconèixer i incentivar treballs periodístics que reflexionen des del compromís i el rigor analític sobre el paper de la dona en el món actual». S'atorga també un accèssit a un treball de caràcter periodístic breu en qualsevol dels altres llenguatges audiovisuals o digitals (vídeos, webdocs, podcasts, etc.).

- Premis María Luz Morales d'investigació audiovisual.[10] Atorgats des de 2017 per l'Acadèmia Gallega de l'Audiovisual amb el suport de les diputacions gallegues per premiar la investigació científica en aquest terreny, amb obres d'investigació en format de text escrit i en format audiovisual.

María Luz Morales té un carrer amb el seu nom a la ciutat de la Corunya i una placeta a la ciutat de Barcelona, molt a prop de la seu del diari que dirigí. Igualment, ha estat votada en un procés participatiu realitzat al març del 2010 a Palafrugell, com una de les dones que mereixen un carrer.